# Villosanges
Villosanges település Franciaországban, Puy-de-Dôme megyében. Lakosainak száma 365 fő (2022. január 1.). Villosanges Charensat, Condat-en-Combraille, Landogne, Miremont, Montel-de-Gelat és Tralaigues községekkel határos.

## Népesség
A település népessége az elmúlt években az alábbi módon változott:
| Lakosok száma | 325  | 319  | 343  | 349  | 363  | 366  | 369  | 370  | 365  |
|               | 2013 | 2015 | 2016 | 2017 | 2018 | 2019 | 2020 | 2021 | 2022 |